# Ковыляй
Ковылей — деревня Ковылкинского района Республики Мордовия в составе Рыбкинского сельского поселения.

## География
Находится на расстоянии примерно 14 километров по прямой на север-северо-запад от районного центра города Ковылкино.

## Истории
Известна с 1869 года, когда она быа учтена как деревня Ковыляевский Выселок Краснослободского уезда из 16 дворов.

## Население
Постоянное население составляло 39 человек (русские 100%) в 2002 году, 19 в 2010 году .